# Gnathobleda
Gnathobleda är ett släkte av insekter. Gnathobleda ingår i familjen rovskinnbaggar.
Kladogram enligt Catalogue of Life:
| Gnathobleda | \| \| Gnathobleda fraudulenta \| \| \| \| \| \| Gnathobleda litigiosa \| \| \| \| |
|             | \| \| Gnathobleda fraudulenta \| \| \| \| \| \| Gnathobleda litigiosa \| \| \| \| |
|             | Gnathobleda fraudulenta                                                           |
|             |                                                                                   |
|             | Gnathobleda litigiosa                                                             |
|             |                                                                                   |